# NGC 7083
NGC 7083 é uma galáxia espiral (Sbc) localizada na direcção da constelação de Indus. Possui uma declinação de -63° 54' 12" e uma ascensão recta de 21 horas, 35 minutos e 44,6 segundos.
A galáxia NGC 7083 foi descoberta em 28 de Agosto de 1826 por James Dunlop.